# (29662) 1998 WD23
A (29662) 1998 WD23 a Naprendszer kisbolygóövében található aszteroida. A LINEAR projekt keretében fedezték fel 1998. november 18-án.